# 미야코 지청

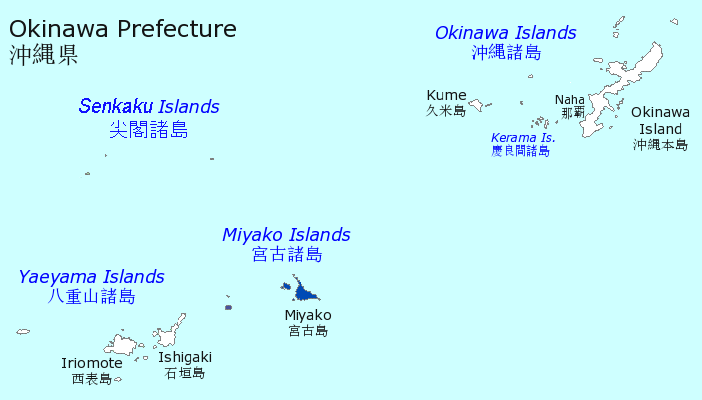
미야코 지청의 위치

미야코 지청(일본어: 宮古支庁)은 일본 오키나와현의 지청이다. 지청소재지는 미야코지마시이다.
미야코 제도의 이하의 자치체를 포함한다.
- 미야코지마시
- 미야코군
  - 다라마촌

## 같이 보기
- 야에야마 지청